# Петър Моралията
Петър Моралията е български революционер, участник в гръцката война за независимост (1821 – 1829) и хаджия.

## Биография
Хаджи Петър Моралията е роден в град Сливен, тогава в Османската империя. Според съгражданина му Иван Селимински е от български произход, а според гръцки източници - от влашки. Присъединява се към Филики етерия заедно със сливенчаните Хаджи Коста, Сяро Барутчията, Васил Вълчето, Хаджи Нойко и Дякон Атанасов и като конник участва в сражения в Беломорието, Тесалия и Епир по време на войната за независимост на Гърция. В новосъздаденото Кралство Гърция получава чин генерал в гръцката армия и е адютант на крал Георгиос I.